# John Boles
John Boles, nome completo John Love Boles (Greenville, 28 ottobre 1895 – San Angelo, 27 febbraio 1969), è stato un attore e cantante statunitense.

## Biografia
Nato a Greenville (Texas) da una famiglia della classe media (il padre era un banchiere), John Boles studiò medicina per assecondare i desideri dei genitori, ma dopo la laurea, conseguita nel 1917, fu attratto dalla recitazione e intraprese la carriera artistica. Arruolato durante la prima guerra mondiale, fu inviato come interprete in Francia.
Al termine del conflitto, Boles si fermò per un certo periodo in Francia per prendere lezioni di canto, dopodiché si stabilì a New York per proseguire gli studi musicali. Il suo talento come cantante gli permise di ottenere il ruolo di protagonista in Little Jesse James, un musical che andò in scena a Broadway nel 1923. Divenuto una star del teatro, attirò su di sé l'attenzione dei produttori cinematografici e nel 1924 si trasferì a Hollywood, dove firmò un contratto con la MGM.
Il debutto sul grande schermo avvenne con il film The Sixth Commandment (1924), cui seguirono altre due pellicole, So This Is Marriage? (1924) e Scusatemi tanto! (1925), dopodiché Boles decise di tornare a New York e al teatro. Si riavvicinò al cinema due anni più tardi, grazie all'interessamento di Gloria Swanson, che lo vide recitare a Broadway nel musical Kitty's Kisses e, colpita dal suo talento, dai suoi raffinati modi di gentiluomo del Sud e dal suo entusiasmo all'idea di tornare al cinema, lo volle accanto a sé nel film Gli amori di Sonia (1927), grazie al quale l'attore riscosse un grande successo personale e divenne una star.
Fino alla fine degli anni venti Boles non poté far sfoggio sul grande schermo delle proprie abilità canore, ma con il passaggio dal cinema muto al sonoro rivelò finalmente le proprie qualità. Nel 1929 fu infatti scritturato dalla Warner Brothers per l'adattamento dell'operetta The Desert Song, che si intitolò Il canto del deserto ed ebbe un enorme successo al box office, grazie anche all'inserimento di alcune sequenze in Technicolor. Subito dopo Boles passò alla Radio Pictures (la futura RKO) per un'altra produzione di successo, il musical Rio Rita (1929), accanto a Bebe Daniels. Il pubblico apprezzò il piacevole timbro di voce dell'attore, tanto che la RCA gli fece incidere un disco con le canzoni tratte dal film.
Dopo aver terminato Rio Rita, Boles tornò immediatamente alla Warner Bros., che lo coinvolse in un altro stravagante musical, Song of the West (1930), girato interamente in Technicolor. Nello stesso anno l'attore cambiò ancora una volta scuderia, passando alla Universal Pictures, casa produttrice per la quale interpretò la commedia musicale Il re del jazz (1930), l'operetta La fanciulla di Saint Cloud (1930), e Una notte celestiale (1931), che fu il suo ultimo musical di successo.
L'aspetto attraente, con capelli scuri e baffi ben curati, e la propensione per i ruoli romantici fecero di Boles l'innamorato per eccellenza del cinema degli anni trenta. Tuttavia la sua carriera toccò l'apice in un genere fino a quel momento a lui non congeniale, ma che gli assicurò un posto nella storia del cinema. L'attore prese infatti parte a Frankenstein (1931), nel ruolo di Victor Moritz, in quello che è divenuto un classico del genere horror.
Durante gli anni trenta Boles lavorò ancora intensamente, recitando quale premuroso e sollecito partner maschile accanto a celebri star femminili come Irene Dunne nel drammatico La donna proibita (1932) e in The Age of Innocence (1934), adattamento dell'omonima novella di Edith Wharton, Shirley Temple in Il trionfo della vita (1934), Riccioli d'oro (1935) e La piccola ribelle (1935), Loretta Young in Angeli del dolore (1934), Rosalind Russell in Craig's Wife (1936), nuovamente Gloria Swanson in Musica nell'aria (1934).
All'avvio degli anni quaranta Boles diradò le proprie apparizioni cinematografiche, tra le quali è da ricordare quella nel musical La parata delle stelle (1943), e tornò a Broadway, dove riscosse il più grande successo della sua carriera teatrale grazie alla commedia One Touch of Venus, in cui recitò accanto a Mary Martin e Kenny Baker. Riapparve sul grande schermo in un'unica occasione, nel 1952 per il film Babes in Bagdad, co-diretto da Edgar G. Ulmer, dopo il quale si ritirò definitivamente dalle scene e rivolse i suoi interessi in campo petrolifero.

## Vita privata
Dal matrimonio con Marielite Dobbs, sposata nel 1917, John Boles ebbe due figlie.
L'attore morì il 27 febbraio 1969, all'età di settantatré anni, per un attacco cardiaco.

## Filmografia
- The Sixth Commandment, regia di Christy Cabanne (1924)
- So This Is Marriage?, regia di Hobart Henley (1924)
- Scusatemi tanto! (Excuse Me), regia di Alfred J. Goulding (1925)
- Gli amori di Sonia (The Love of Sunya), regia di Albert Parker (1927)
- The Shepherd of the Hills, regia di Albert S. Rogell (1928)
- The Bride of the Colorado, regia di Elmer Clifton (1928)
- We Americans, regia di Edward Sloman (1928)
- Oasi dell'amore (Fazil), regia di Howard Hawks (1928)
- Labbra di vergine (Virgin Lips), regia di Elmer Clifton (1928)
- The Water Hole, regia di F. Richard Jones (1928)
- Man-Made Women, regia di Paul L. Stein (1928)
- Romance of the Underworld, regia di Irving Cummings (1928)
- L'ultimo avviso (The Last Warning), regia di Paul Leni (1929)
- Il canto del deserto (The Desert Song), regia di Roy Del Ruth (1929)
- Scandalo (Scandal), regia di Wesley Ruggles (1929)
- Rio Rita, regia di Luther Reed (1929)
- Song of the West, regia di Ray Enright (1930)
- La fanciulla di Saint Cloud (Captain of the Guard), regia di John S. Robertson (1930)
- Il re del jazz (King of Jazz), regia di John Murray Anderson (1930)
- Una notte celestiale (One Heavenly Night), regia di George Fitzmaurice (1931)
- Katusha (Resurrection), regia di Edwin Carewe (1931)
- Il richiamo dei figli (Seed), regia di John M. Stahl (1931)
- Frankenstein, regia di James Whale (1931)
- Good Sport, regia di Kenneth MacKenna (1931)
- Careless Lady, regia di Kenneth MacKenna (1932)
- La donna proibita (Back Street), regia di John M. Stahl (1932)
- Ancora sei ore di vita (6 Hours to Live), regia di William Dieterle (1932)
- Il prezzo del piacere (Child of Manhattan), regia di Edward Buzzell (1933)
- Labbra traditrici (My Lips Betray), regia di John G. Blystone (1933)
- Solo una notte (Only Yesterday), regia di John M. Stahl (1933)
- Beloved, regia di Victor Schertzinger (1934)
- I Believed in You, regia di Irving Cummings (1934)
- Alla conquista di Hollywood (Bottoms Up), regia di David Butler (1934)
- Il trionfo della vita (Stand Up and Cheer!), regia di Hamilton MacFadden (1934)
- Oro maledetto (Wild Gold), regia di George Marshall (1934)
- La donna nell'ombra (The Life of Vergie Winters), regia di Alfred Santell (1934)
- The Age of Innocence, regia di Philip Moeller (1934)
- Angeli del dolore (The White Parade), regia di Irving Cummings (1934)
- Musica nell'aria (Music in the Air), regia di Joe May (1934)
- Riccioli d'oro (Curly Tops), regia di Irving Cummings (1935)
- Orchids to You, regia di William A. Seiter (1935)
- Abbasso le bionde (Redheads on Parade), regia di Norman Z. McLeod (1935)
- La piccola ribelle (The Littlest Rebel), regia di David Butler (1935)
- Rose of the Rancho, regia di Marion Gering (1936)
- Messaggio segreto (A Message to Garcia), regia di George Marshall (1936)
- La moglie di Craig (Craig's Wife), regia di Dorothy Arzner (1936)
- Matrimonio d'occasione (As Good As Married), regia di Edward Buzzell (1937)
- Amore sublime (Stella Dallas), regia di King Vidor (1937)
- Fight for Your Lady, regia di Benjamin Stoloff (1937)
- La sua maniera d'amare (She Married an Artist), regia di Marion Gering (1937)
- Romance in the Dark, regia di H.C. Potter (1938)
- L'isola del paradiso (Sinners in Paradise), regia di James Whale (1938)
- Road to Happiness, regia di Phil Rosen (1942)
- Frutto acerbo (Between Us Girls), regia di Henry Koster (1942)
- La parata delle stelle (Thousands Cheer), regia di George Sidney (1943)
- Babes in Bagdad, regia di Jerónimo Mihura ed Edgar G. Ulmer (1952)